# Vorbire directă și vorbire indirectă
Vorbirea directă și vorbirea indirectă sau stilul direct și cel indirect, ori discursul direct și cel indirect sunt două procedee fundamentale de redare a spuselor cuiva, acesta fiind vorbitorul însuși sau altă persoană. Cele două procedee au în comun faptul că sursa spuselor apare ca subiect al unei propoziții, fiind exprimat printr-un substantiv sau un pronume, și în această propoziție există un cuvânt (de cele mai multe ori predicatul) cu sens de transmiterea sau solicitarea unei informații, ori de cererea ca ceva să fie făcut sau nu. De asemenea, spusele redate apar într-o propoziție aparte.
Diferențele dintre cele două procedee sunt în primul rând gramaticale. În timp ce în vorbirea directă spusele redate apar într-o propoziție independentă, în cea indirectă ele sunt cuprinse într-o propoziție sau, în unele limbi, o sintagmă subordonată. Pe lângă această diferență sintactică mai sunt și diferențe morfologice în privința persoanei gramaticale, a modului și eventual a timpului verbelor. Acestor diferențe le sunt asociate și diferențe lexicale ce constau în schimbarea unor cuvinte (adverbe, verbe, alte cuvinte sau expresii) cu altele. Totodată pot apărea și schimbări de modalitate, adică atitudinea reproducătorului față de spusele redate poate fi diferită de atitudinea sursei lor. Există și schimbări prozodice, în ceea ce privește felul intonației.
În unele gramatici se face distincția între vorbirea indirectă legată și cea liberă. Majoritatea caracteristicilor de mai sus sunt ale tipului celui mai frecvent de vorbire indirectă, cea legată. Vorbirea indirectă liberă diferă de cea legată în primul rând prin faptul că spusele redate sunt cuprinse într-o propoziție independentă.

## Vorbirea directă
Vorbirea directă citează, adică redă spusele cuiva exact cum le-a formulat acesta. Spusele fac parte dintr-o propoziție independentă față de propoziția în care se află sursa lor. Aceasta poate preceda enunțul redat (Mi-a spus: – Citește mai tare!), să-l urmeze (– Citește mai tare! mi-a spus) sau să fie intercalat în cuprinsul său: – Citește, mi-a spus, mai tare!).
Există și vorbire directă legată, care aparține, în limba română, registrului de limbă popular. Implică introducerea spuselor redate cu conjuncția că: Mi-a spus că „du-te imediat”.

## Vorbirea indirectă

### Vorbirea indirectă legată
Vorbirea indirectă legată se deosebește de cea directă în primul rând prin aceea că spusele redate constituie o entitate subordonată gramatical. În română este vorba de o propoziție subordonată necircumstanțială, care poate fi completivă directă, subiectivă, mai rar predicativă sau atributivă, după cum termenul regent este un verb activ, un verb pasiv, un substantiv subiect al unui verb copulativ sau un substantiv cu altă funcție: Mi-a spus / Mi s-a spus / Am fost rugat / Rugămintea a fost să citesc mai tare, Rugămintea să citesc mai tare m-a emoționat.

#### Legarea spuselor redate de propoziția care conține sursa lor
Felul în care se leagă spusele redate de propoziția care conține sursa lor depinde de limba dată și de tipul propoziției care conține spusele redate în vorbirea directă.

##### În cazul propoziției enunțiative
În română, propoziția enunțiativă indirectă este introdusă prin conjuncția că, aceasta neputând fi omisă: I-am spus că am citit anunțul.
Această conjuncție își are echivalentul și în alte limbi. În cele din diasistemul slav de centru-sud, acesta este conjuncția da, de asemenea obligatorie: hr  Rekao si da znaš nešto engleski „Ai spus că știi ceva engleză”.
În limba maghiară, conjuncția corespunzătoare este hogy: János észrevette, hogy közeledik a barátja „János a observat că prietenul său se apropie”. În această limbă, subordonata este deseori anticipată în principală de pronumele demonstrativ az sau de un pronume personal, care este prezent și în vorbirea directă: Péter azt mondta: „Elfogyott a zsebpénzem” „Péter a spus – Nu mai am bani de buzunar” → Péter azt mondta, hogy elfogyott a zsebpénze „Péter a spus că nu mai are bani de buzunar”.
În limba engleză, corespunzătoarea lui că este that, care adesea poate fi omisă: Celia told me (that) she's fed up „Celia mi-a spus că s-a săturat”.
În limba franceză, conjuncția corespunzătoare este que, aceasta neputând fi omisă: Paul a dit qu’il était content „Paul a spus că e mulțumit”. În această limbă, dacă în frază cele două predicate au un singur subiect, ca în acest exemplu, spusele redate pot fi exprimate în unele cazuri, în registrul de limbă elevat, și printr-o sintagmă cu verbul la infinitiv. Astfel, sinonimul sintactic al frazei este Paul a dit être content.

##### În cazul propoziției interogative
Privitor la acest tip de propoziție, trebuie deosebită întrebarea totală de cea parțială.
În unele limbi, întrebarea totală indirectă este introdusă de conjuncția corespunzătoare celei românești dacă, aceeași care introduce cel mai adesea și propoziția circumstanțială condițională:
- ro  M-a întrebat dacă vin și eu[9];
- fr  Je me demande s’il m’aime „Mă întreb dacă mă iubește”[10];
- en  I asked Celia if there was anything wrong „Am întrebat-o pe Celia dacă e ceva în neregulă”[7].

În limbile din dialectul slav de centru-sud se folosește obligatoriu o particulă interogativă în întrebarea totală directă: zar, li, da sau da li, aproximativ corespunzătoare lui „oare”. Dintre acestea, în întrebarea totală indirectă este obligatorie li sau da li, care în acest caz au rolul de conjuncții: sr  Ima li deterdženta? sau Da li ima deterdženta? „Este detergent?” vs. Pitaću prodavca da li ima deterdženta „Am să-l întreb pe vânzător dacă este detergent”, Pitaće se jesi li učinio sve što je trebalo „Se va pune întrebarea dacă ai făcut tot ce trebuia”.
În maghiară, întrebarea totală indirectă se introduce prin conjuncția hogy, aceeași care introduce propoziția enunțiativă indirectă, sau prin conjuncția vajon, care în întrebarea directă înseamnă „oare”. Aceste conjuncții se pot omite, însă este obligatorie particula interogativă -e după predicat sau după verbul auxiliar al acestuia: Kérsz kávét? – Nem tudom, (hogy) kérek-e „Dorești cafea? – Nu știu dacă doresc”, Hazaért már Juli? „Juli a ajuns deja acasă?” vs. Nem tudom, (vajon) hazaért-e Juli „Nu știu dacă Juli a ajuns deja acasă”.
Atât în română, cât și în celelalte limbi amintite aici, întrebarea parțială indirectă este introdusă prin cuvântul interogativ cu care începe întrebarea directă corespunzătoare. În română, în engleză sau în limbile din diasistemul slav de centru-sud se introduce numai prin aceasta:
- ro  Unde te duci? vs. M-a întrebat unde mă duc[9];
- en  ’What time is it?’ he asked „– Cât e ceasul? – a întrebat el” vs. He asked what time it was „A întrebat cât e ceasul”[7];
- cnr  – Dokad ti važi pasoš? – Ne znam dokad mi važi pasoš „– Până când ți-e valabil pașaportul? – Nu știu până când mi-e valabil pașaportul”[14].

În franceză, cel mai adesea, construcția este analogă cu cele precedente (ex. Qui m’aime? „Cine mă iubește?” vs. Je me demande qui m’aime „Mă întreb cine mă iubește”), dar dacă subiectul este unic, întrebarea indirectă se exprimă printr-o sintagmă cu verb la infinitiv: Je ne sais à qui m’adresser „Nu știu cui să mă adresez”.
Altă particularitate a francezei este că două expresii interogative se scurtează în limba standard: Qu’est-ce qui se passe ? „Ce se întâmplă?” vs. Dites-moi ce qui se passe „Spuneți-mi ce se întâmplă”, Qu’est-ce qu’il faut choisir ? „Ce trebuie să alegem?” vs. Je demande ce qu’il faut choisir (Te/Vă) întreb ce trebuie să alegem”.
În maghiară, diferența față de celelalte limbi amintite este că înaintea cuvântului interogativ poate sta și conjuncția hogy: Merre menjünk? „Pe unde să mergem” vs. Megérdeklődöm, (hogy) merre menjünk „Am să mă interesez pe unde să mergem”.

##### În cazul propoziției imperative
În română, propoziția imperativă indirectă se introduce prin conjuncția să, aceasta fiind și un morfem al conjunctivului, mod la care este totdeauna predicatul unei asemenea propoziții: Am fost rugat să citesc mai tare.
În maghiară nu există o conjuncție specializată pentru conjunctiv, ci se folosește cea corespunzătoare lui că: Már ötször mondtam, hogy induljunk végre! „Am spus deja de cinci ori să pornim în sfârșit!”
Și în diasistemul slav de centru-sud se folosește cel mai frecvent conjuncția cel mai exact corespunzătoare lui că (hr  Rekao sam ti da se ne miješaš „Ți-am spus să nu te amesteci”), dar dacă propoziția i se adresează persoanei a III-a, în locul acesteia se poate folosi conjuncția neka: cnr  Reče mu neka ustane „Îi spuse să se scoale”.
În franceză, de asemenea se folosește subordonata introdusă prin que [Il ordonna qu’on le prenne „A ordonat (ca acel lucru) să fie luat”], dar, indiferent de registrul de limbă, este mai frecventă sintagma cu verb la infinitiv cu prepoziția de, al cărui subiect nu este același cu al verbului regent: Il ordonna de le prendre..
În engleză se folosește o construcție analogă cu cea franceză din urmă, infinitivul cu to: We told Celia to hurry up „I-am spus Celiei să se grăbească”.

#### Modificări cauzate de trecerea de la vorbirea directă la cea indirectă legată
Transformarea sintactică de la vorbirea directă la cea indirectă la nivelul frazei aduce după sine și schimbări sintactice la nivelul propoziției, precum și modificări morfologice, lexicale, de modalitate și prozodice.

##### Modificări de persoană gramaticală
În vorbirea indirectă, persoanele gramaticale sunt determinate de punctul de vedere al celui care redă spusele:
- Cuvintele din spusele redate care se referă la cel ce le redă, rămân la persoana I sau trec la aceasta:
  - fr  Je t’ai dit : « Je te rejoindrai » „Ți-am spus: – Merg acolo unde vei fi” → Je t’ai dit que je te rejoindrais „Ți-am spus că merg acolo unde vei fi”[21];
  - ro  Mi-a spus: – Stai aici! → Mi-a spus să stau acolo[9].
- Cuvintele din spusele redate care se referă la destinatarul acestora, rămân la persoana a II-a sau trec la aceasta:
  - fr  Je t’ai dit : « Je te rejoindrai » → Je t’ai dit que je te rejoindrais[21];
  - hr  Rekao si: ”Znam nešto engleski” „Ai spus: – Știu ceva engleză” → Rekao si da znaš nešto engleski” „Ai spus că știi ceva engleză”[5].
- Cuvintele din spusele redate care nu se referă nici la cel ce le redă, nici la destinatarul lor, rămân la persoana a III-a sau trec la aceasta:
  - fr  Je t’ai dit : « Je le rejoindrai » „Ți-am spus: – Merg acolo unde va fi el” → Je t’ai dit que je le rejoindrais „Ți-am spus că merg acolo unde va fi el”[21];
  - hu  Kovács János azt mondja: Magammal viszem a kalapomat „János Kovács spune: – Îmi iau pălăria cu mine” → Kovács János azt mondja, hogy magával viszi a kalapját „János Kovács spune că își ia pălăria cu el”[22].

##### Modificări în funcție de situația celui ce redă spusele
Situația celui ce redă spusele poate necesita schimbări lexicale, de exemplu înlocuirea verbului folosit în vorbirea directă cu alt verb: hu  Mama îi spune băiețelului ei: Kisfiam, hozd ide a dugóhúzót! „Puiule, adu-mi tirbușonul!”. Redarea de către copil a spuselor mamei este: A mama azt mondta, hogy vigyem oda neki a dugóhúzót „Mama a spus să-i duc tirbușonul”.
Se pot schimba și cuvinte referitoare la moment: en  She said, ‘I will come tomorrow’ „(Ea) a spus: – O să vin mâine” → (Yesterday) she said she would come today „(Ea) a spus (ieri) că o să vină azi”.
Același lucru poate fi valabil și pentru cuvinte referitoare la loc. De pildă poate fi necesară schimbarea unui adverb de loc (fr  Il m’a dit en me montrant une vieille table : « Je travaille ici » „Mi-a spus arătându-mi o masă veche: – Aici lucrez” → Il m’a dit ... qu’il travaillait là „Mi-a spus … că lucrează acolo”), sau un pronume demonstrativ de depărtare trebuie să înlocuiască unul de apropiere: Mi-a spus: – Copiază textul acesta! → Mi-a spus să copiez textul acela.

##### Schimbări de mod și de modalitate
Se poate schimba și modul predicatului propoziției care a devenit subordonată. În unele cazuri, aceasta nu schimbă și modalitatea acesteia. Propoziția imperativă rămâne imperativă: Mi-a spus: – Citește mai tare! (modul imperativ) → Mi-a spus să citesc mai tare (modul conjunctiv).
Alteori, schimbarea modului schimbă și modalitatea, bunăoară indicând faptul că vorbitorul are altă atitudine față de spusele redate decât sursa acestora, de exemplu se îndoiește de sinceritatea lor. În română, în acest caz, condiționalul cu sens de prezumtiv ia locul indicativului: Mi-a spus: – Îmi place articolul tău → Mi-a spus că i-ar plăcea / i-ar fi plăcând articolul meu. Aceeași atitudine se poate exprima și printr-un procedeu lexical, schimbând cuvântul regent (A pretins că-i place articolul meu) sau prin adăugarea unui modalizator precum chipurile, cică, pasămite, vezi Doamne, vorba vine.

##### Schimbări de timp verbal
În limbi ca franceza sau engleza, trecerea de la vorbirea directă la cea indirectă cu verb regent la un timp trecut provoacă schimbări importante și în privința timpului predicatului subordonatei. Situația nu este aceeași în română, în diasistemul slav de centru-sud sau în maghiară, limbi în care nu există reguli de concordanță a timpurilor atât de riguroase.
În franceză, următoarele schimbări sunt aproape totdeauna de regulă:
- de la indicativ prezent la indicativ imperfect: Il déclara : « Je te vois » „El declarắ: – Te văd” → Il déclara qu’il le voyait „El declarắ că îl vede”;
- de la indicativ perfect compus la indicativ mai mult ca perfect: Il déclara : « Je t’ai vu » „El declarắ: – Te-am văzut” → Il déclara qu’il l’avait vu „El declarắ că l-a văzut / îl văzuse”;
- de la indicativ viitor simplu la forma condiționalului prezent cu valoare de viitor în trecut: Il déclara : « Je te verrai » „El declarắ: – Te voi vedea” → Il déclara qu’il le verrait „El declarắ că-l va vedea”.

În engleză, schimbările sunt de regulă când vorbitorul relatează obiectiv, fără a vrea să sugereze că informația este în mod necesar adevărată, sau când informația este neadevărată ori neactuală:
1. de la prezentul simplu la trecutul simplu: Kay said ‘I feel ill’ „Kay a spus: – Mă simt bolnavă” → Kay said she felt ill „Kay a spus că se simte bolnavă”;
2. de la trecutul simplu la mai mult ca perfect: He told us ‘I bought the shirt’ „Ne-a spus: – Am cumpărat cămașa” → He told us he had bought the shirt „Ne-a spus că a cumpărat / cumpărase cămașa”;
3. de la viitorul simplu la viitorul în trecut (future in the past), adică de la prezentul simplu al auxiliarului viitorului simplu la condiționalul prezent (present conditional) al acestuia: I told them ‘You will get wet’ „Le-am spus: – O să vă udați” → I told them they would get wet „Le-am spus că o să se ude”.

Schimbările de la punctele 1 și 2 au loc și în cazul primului component al formelor compuse ale timpurilor prezent și trecut: ‘We are losing’ „– Pierdem” → We thought we were losing „Am crezut că pierdem”, ‘Ann has been crying’ „Ann a plâns” → Who said Ann had been crying? „Cine a spus că Ann a plâns?”

##### Schimbări sintactice la nivelul propoziției
Una din aceste schimbări privește statutul substantivului sau pronumelui. Atunci când în vorbirea directă acesta nu are funcție sintactică, în cea indirectă corespunzătoare primește o asemenea funcție.
În română, aceasta are loc prin trecerea de la cazul vocativ la alt caz: Am strigat: – Andrei, fii atent! → I-am strigat lui Andrei să fie atent. În alte limbi nu se ia în seamă un caz vocativ, dar sunt situații analoge cu cea din română: fr  J’ai dit : « Jean, je suis fatigué » „Am spus: – Jean, sunt obosit” → J’ai dit à Jean que j’étais fatigué „I-am spus lui Jean că sunt obosit”.
Alte schimbări privesc topica. De exemplu, în engleză, în întrebarea directă, subiectul este după predicatul cu formă simplă sau după auxiliarul acestuia dacă este de formă compusă, dar în cea indirectă trece înaintea predicatului: Who have you invited? „Pe cine ați invitat?” vs. Peter is wondering who we have invited „Peter se întreabă pe cine am invitat”.
În franceză are loc o schimbare asemănătoare, dar numai în cazul uneia din variantele construcțiilor interogative și numai dacă subiectul este exprimat printr-un pronume personal neaccentuat. În întrebarea indirectă, acesta stă totdeauna înaintea predicatului, pe când în cea directă poate sta după acesta: Vous partez ? / Est-ce que vous partez ? / Partez-vous ? „Plecați?” → Je vous demande si vous partez „Vă întreb dacă plecați”.
În maghiară, în interdicția indirectă, prefixul verbal revine la locul său originar, în cea directă fiind plasat după verb: Ne gyújts rá a szobában! „Nu fuma în cameră!” → Nem engedem, hogy rágyújts a szobában! „Nu te las să fumezi în cameră!”.

##### Alte schimbări
În vorbirea indirectă se renunță la unele elemente afective, în special interjecții: Striga mereu: – Au, ce mă doare! → Striga mereu că o doare rău.
Alt caz de eliminare a unui element de limbă se găsește în franceză. În varianta standard a acesteia este obligatorie eliminarea în întrebarea indirectă a expresiei interogative est-ce que, cu sensul aproximativ „oare”, care poate fi folosită în întrebarea directă: Quand est-ce que tu pars ? „Când pleci?” vs. Je te demande quand tu pars „Te întreb când pleci.
Nici intonația tipică pentru interogația directă sau cea pentru exclamație nu se păstrează în vorbirea indirectă, ci se înlocuiește cu cea proprie propoziției enunțiative: M-a întrebat: – Vii și tu? → M-a întrebat dacă vin și eu, Mi-a spus: – Citește mai tare! → Mi-a spus să citesc mai tare.

### Vorbirea indirectă liberă
Vorbirea indirectă liberă este un procedeu cu trăsături și dintre cele ale vorbirii directe, și dintre cele are vorbirii indirecte legate. Ca și în vorbirea directă, spusele redate nu depind gramatical de vreun termen regent, care poate chiar lipsi, propoziția care le conține nu este introdusă de o conjuncție, are aceeași intonație și eventuale elemente afective ca și cum ar fi în vorbirea directă. În schimb seamănă cu vorbirea indirectă legată prin schimbările de persoană gramaticală, de timp verbal din aceasta, uneori și de mod.
Vorbirea indirectă liberă este frecventă în literatura beletristică pentru redarea gândurilor în monologuri interioare: Văzându-se scos la selemet, l-a apucat pe Kir Ianulea un fel de groază. Ce are să facă el de-acuma, căzut în sărăcie, în necinste și-n ocară? (Ion Luca Caragiale). Se întâlnește de asemenea și în registrul de limbă familiar: M-a întrebat: mă simt în stare?.
Uneori scriitorii folosesc alături vorbirea indirectă legată (prima frază din exemplul următor) și cea liberă (propoziția care o urmează): fr  Ils parlaient de ce qu’ils feraient plus tard, quand ils seraient sortis du collège. D’abord, ils entreprendraient un grand voyage […] „Vorbeau despre ce vor face mai târziu, când vor fi terminat colegiul. Mai întâi vor face o mare călătorie […]” (Gustave Flaubert).